# Icecast
Icecast è un software libero per creare server di media streaming mantenuto da Xiph.Org Foundation e rilasciato con licenza GNU General Public License.
Icecast permette di inviare flussi di dati audio/video ai dispositivi (client) che ne fanno richiesta. Ad esempio, Icecast può essere utilizzato per creare una web radio. Icecast indicizza i file presenti e crea un elenco dei contenuti che possono essere visualizzati dai client. Successivamente, i client connessi alla stessa rete del server Icecast (PC, notebook, dispositivi mobili quali smartphone e tablet) possono accedere all'elenco dei file e riprodurli come se fossero presenti sul dispositivo stesso.
Icecast supporta i formati Vorbis e Theora usando il protocollo HTTP e i formati MP3, AAC e NSV con il protocollo SHOUTcast.